# Hauptstrasse 7
Die Hauptstrasse 7 ist eine Hauptstrasse in den Schweizer Kantonen Basel-Stadt, Basel-Landschaft, Aargau, Zürich, Thurgau und St. Gallen.
Sie beginnt in Basel und endet in St. Margrethen an der Grenze zu Österreich. Die Gesamtlänge dieser meist nicht richtungsgetrennten Durchgangsstrasse beträgt rund 183 Kilometer.

## Geschichte

### Thurgau
Der benachbarte Thurgau war eine gemeine Herrschaft, also ein Untertanengebiet, das von den eidgenössischen Stadtstaaten gemeinsam verwaltet wurde. Nach langen Verhandlungen zwischen den eidgenössischen Stadtstaaten begann 1781 der Strassenbau zwischen Wil und Winterthur. Das Trassee über Elgg entsprach dem Zürcher Wunsch nach einer möglichst direkten Streckenführung, während Bern eine kostengünstige Streckenführung über Frauenfeld wünschte.

### St. Gallen
Ulrich Rösch, Abt des Klosters St. Gallen, veranlasste den Bau einer Strasse zwischen Rorschach und St. Gallen, die 1487 fertiggestellt wurde. Sein Nachfolger Beda Angehrn förderte im 18. Jahrhundert den Strassenbau und veranlasste den Ausbau der Fürstenlandstrasse von Rorschach durch St. Gallen bis nach Wil, die 1774 fertiggestellt wurde. Diese Strasse verband St. Gallen mit dem Gebiet der Eidgenossenschaft. Über die Thur bei Oberbüren wurde eine Holzbrücke gebaut und dort ein Zollhaus errichtet. Bereits vor dem 18. Jahrhundert verband eine Kiesstrasse Gossau über den Bettenauerweiher mit Wil.
Das 1833 beschlossene und ab 1834 geltende Strassengesetz des Kantons St. Gallen erklärte die Fürstenlandstrasse zur Staatsstrasse «1. Klasse», die fortan vom Kanton verwaltet wurde. Der Ausbau des St. Galler Strassennetzes wurde bis 1848 durch Weggelder finanziert.

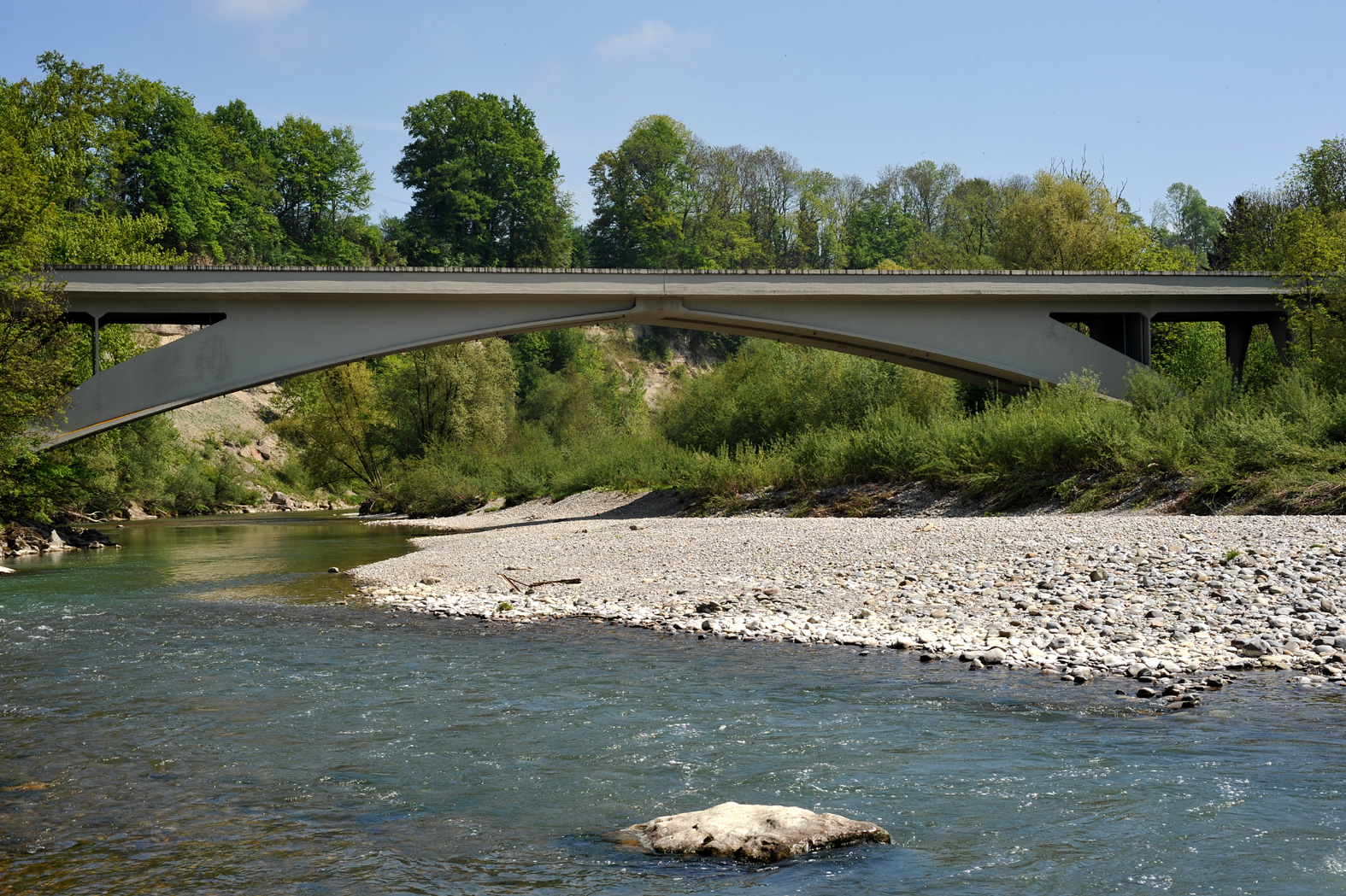
Maillart-Brücke zwischen Zuzwil und Henau am Felsegg

In den 1930er-Jahren wurde eine neue geradlinige Autostrasse aus Beton von Wil nach Gossau gebaut mit Anschlussstellen in Zuzwil, Henau, Oberbüren und Niederwil. Mit dem Bau der Autobahn wurde der Abschnitt zwischen Zuzwil und Oberbüren aufgehoben; die Autobahn benutzt ab Henau dessen Trassierung, und der verbliebene Abschnitt zwischen Zuzwil und Henau über die 1933/34 von Robert Maillart erbaute Thurbrücke wurde zu einer Nebenstrasse deklassiert, der darauf nachfolgende nach wie vor betonierte Rumpf ist heute Kulturgut; die Hauptstrasse 7 verläuft zwischen Zuzwil und Oberbüren seither wieder über die ursprüngliche Fürstenlandstrasse.

## Verlauf
Die Strasse beginnt in Basel. Sie führt entlang des Rheins über Rheinfelden AG und Koblenz nach Zurzach. In Glattfelden wird die Hauptstrasse für rund drei Kilometer zur kantonalen Autobahn A50, die gleichzeitig als Hauptstrasse 7 signalisiert ist.
Sie verlässt den Rhein und kreuzt zwischen Eglisau und Bülach die von Schaffhausen nach Zürich führende Hauptstrasse 4. Über den Wagenbreche genannten Pass führt sie weiter nach Winterthur. Bei Winterthur-Wülflingen kreuzt die Hauptstrasse die A1, und in der Stadtmitte Winterthur kreuzt die Hauptstrasse 7 mit den Hauptstrassen 1 und 15. Während die Hauptstrasse 1 weiter nach Kreuzlingen führt, führt die Hauptstrasse 7 weiter über Elgg nach Wängi und Matzingen. Ab Matzingen bis zum Endpunkt Rorschach verläuft die Hauptstrasse 7 auf einer ähnlichen Route wie die A1. Sie führt weiter nach Wil und Gossau. Als Fürstenlandstrasse führt sie weiter nach St. Gallen Bruggen. Dort überquert die Strasse die Sitter über die Fürstenlandbrücke.
Die Strasse führt weiter durch St. Gallen an den Bodensee bis nach Rorschach, von wo aus sie zusammen mit der Hauptstrasse 13 nach St. Margrethen führt. Die 13 führt weiter nach Graubünden, während die 7 zur Grenze nach Österreich bei Höchst führt.